# لاگاتزتا دلو اسپورت
لا گاتزتا دلو اسپورت روزنامه‌ای ایتالیایی است که به موضوعات پیرامون ورزش و حواشی آن می‌پردازد. این روزنامه ابتدا در ۳ آوریل ۱۸۹۶ به چاپ رسیده که در آن اولین دوره بازی‌های المپیک مدرن را که در آتن برگزار می‌شد، پوشش می‌داد. این روزنامه فراتر از گزارش دادن و خبررسانی ورزشی عمل می‌کند، چون وقایع مهم را به روز شرح می‌داد و اطلاع‌رسانی می‌کند شامل دورهای مسابقات جیرود ایتالیا (تور دوچرخه‌سواری ایتالیا) که از سال ۱۹۰۹ آغاز شده‌است.
این روزنامه در صفحات صورتی چاپ می‌شود و نزدیک به ۴۰۰٬۰۰۰ نسخه تیراژ دارد (خصوصاً در روز دوشنبه برای مشاهده گزارش‌ها و خبرهای تعطیلات آخر هفته تیراژ افزایش می‌یابد) و می‌تواند خوانندگانی بالغ بر ۳ میلیون نفر داشته‌باشد؛ ولی برخلاف این روزنامه، روزنامه ورزشی ورزش هفته، فقط در روز شنبه به چاپ می‌رسد.